# 野辺地ハーフインターチェンジ
野辺地ハーフインターチェンジ（のへじハーフインターチェンジ）は、青森県上北郡野辺地町タラノ木にある下北半島縦貫道路（野辺地バイパス）のインターチェンジである。野辺地木明IC方面出入口のみ設置されているハーフインターチェンジとなっている。
隣接の野辺地ICと区別するため、ICの構造を指す「ハーフインターチェンジ」がそのままIC名称に含まれており、このような表記で区別する事例は日本国内で他に見られない。

## 歴史
- 2004年（平成16年）11月26日：下北半島縦貫道路野辺地北IC - 野辺地ハーフIC間開通により設置。
- 2005年（平成17年）12月2日：下北半島縦貫道路野辺地ハーフIC - 野辺地IC間開通。

## 隣
下北半島縦貫道路
野辺地木明IC - 野辺地ハーフIC - 野辺地IC